# Annaliese Teetz
Annaliese Teetz (* 5. Juni 1910 in Hamburg als Annaliese Sparbier; † 1992 ebenda) war die erste Kapitänin in Deutschland.

## Leben
Annaliese Sparbier wurde 1910 als Tochter einer Lehrers in Hamburg geboren. In ihrer Kindheit und Jugend begeisterte sie sich für die Seefahrt, von der damals Frauen in Deutschland weitgehend ausgeschlossen waren. Verkleidet als Junge konnte sie 1931 auf einem Fischdampfern anheuern und übernahm in den folgenden Jahren weitere Dienste entsprechend eines Matrosen auf verschiedenen hochseetauglichen Schiffen. Ab 1938 konnte sie zunächst auch offiziell anheuern, erhielt aber 1939 Arbeitsverbot. Da Arbeitskräfte knapp waren und nach mehreren Eingaben erhielt sie 1943 mit Ausnahmegenehmigung das Steuermannspatent und 1944 als Kapitän das Kommando über das kleine Küstenmotorschiff im Kriegseinsatz. 1948–1952 und ab 1968 arbeitete sie als Lehrerin für Geografie und Sport an der Richard-Dehmel-Grundschule („Kahlkampschule“) in Blankenese (seit 1971 Gymnasium Blankenese). 1955 machte Annaliese Teetz als erste Frau in Deutschland gegen erhebliche Widerstände das Kapitänspatent. Sie arbeitete bis 1968 als Offizier für verschiedene Hamburger Reedereien, wurde jedoch von keiner als Kapitän angestellt. 1992 starb Annaliese Teetz mit 82 Jahren bei einem Bootsunfall.